# Creative Commons Rights Expression Language
Creative Commons Rights Expression Language (ccREL) es un lenguaje de expresión de derechos para metadatos descriptivos propuesto para ser añadido a cualquier documento multimedia que esté bajo cualquier licencia Creative Commons. De acuerdo al borrador enviado al W3C, se basará en RDFa cuando sea usado en documentos HTML, y en XMP en archivos independientes.

## Ejemplo
```
<div
 
xmlns:cc=
"http://creativecommons.org/ns#"
 
xmlns:dc=
"http://purl.org/dc/terms/"
>

  
El
 
vídeo
 
<span
 
rel=
"dc:type"
 
href=
"http://purl.org/dc/dcmitype/Text"
 
property=
"dc:title"
>
Virus
</span>
,
 
de

  
<a
 
rel=
"cc:attributionURL"
 
property=
"cc:attributionName"
 
href=
"http://libre.org/video"
>
Juan
 
Herrera
</a>
 

  
está
 
bajo
 
la
 
licencia
 
<a
 
rel=
"license"
 
href=
"http://creativecommons.org/licenses/by-sa/3.0/"
>
Creative
 
Commons
 

  
Atribución
 
Compartir-Igual
 
3.0
</a>
.
 

  
<span
 
rel=
"dc:source"
 
href=
"http://propietario.org/video"
/>

  
Los
 
permisos
 
que
 
estén
 
más
 
allá
 
del
 
ámbito
 
de
 
esta
 
licencia
 
están
 
disponibles
 
en
 
<a
 
rel=
"cc:morePermissions"
 

  
href=
"http://licenciador.com/licencia"
>
licenciador.com
</a>
.

</div>

```